# Leonid Kogan
Leonid Borisovič Kogan (rusky Леони́д Бори́сович Ко́ган, ukrajinsky Леонід Борисович Коган, 14. listopadu 1924 Dnipro – 17. prosince 1982 Mytišči) byl sovětský houslista, jeden z nejvýznamnějších představitelů sovětské houslové školy.

## Kariéra
Kogan se narodil v Dnipru na Ukrajině jako syn fotografa a zároveň amatérského houslisty. Už v dětství projevil ke hře na housle zájem i nadání, a tak se rodina přestěhovala do Moskvy, kde mohl pokračovat ve svých studiích. Od jeho deseti let ho zde učil Abram Jampolskij. V roce 1934 vystupoval v Moskvě Jascha Heifetz a na svých koncertech mladého Kogana velmi ovlivnil. „Navštívil jsem je všechny,“ vzpomínal později Kogan, „a pamatuji si dodnes každou notu, kterou hrál. Stal se mým uměleckým vzorem.“ O dva roky později slyšel dvanáctiletého Kogana hrát v Moskvě francouzský virtuóz Jacques Thibaud a předpověděl mu velkou budoucnost.
Kogan absolvoval moskevskou ústřední hudební školu (1934–1943) a pak moskevskou konzervatoř (1943–1948, postgraduální studium 1948–1951).
Ještě jako sedmnáctiletý student vystupoval po celém Sovětském svazu. Vyhrál soutěž Pražského jara v Praze a v roce 1951 se stal laureátem první ceny na soutěži královny Alžběty v Bruselu, kde hrál Paganiniho první houslový koncert včetně vynikající interpretace Sauretovy kadence.
Oficiální koncertní debut absolvoval v roce 1941 ve velkém sále moskevské konzervatoře, kde hrál Brahmsův koncert.
Často jezdil i na zájezdy do zahraničí, např. do Paříže a Londýna v roce 1955 a následně třeba do USA. Ve svém repertoáru měl více než 18 houslových koncertů a některá díla soudobých autorů mu byla věnována.
V roce 1952 začal Kogan vyučovat na moskevské univerzitě a v roce 1980 pokračoval na pozvání na Accademii Musicale Chigiana v Sieně.
Kogan zemřel po srdečním záchvatu v Mytišči, když cestoval z Moskvy do Jaroslavli, kde měl koncertovat se svým synem, a dva dny poté, co vystupoval ve Vídni.

## Ocenění
Koganova kariéra probíhala ve stínu Davida Oistracha, kterého protežovaly sovětské úřady. Přesto se Koganovi dostalo nejprestižnějších ocenění: byl jmenován zasloužilým umělcem SSSR v roce 1955, národním umělcem SSSR v roce 1964 a o rok později obdržel Leninovu cenu.

## Rodina a soukromý život
Kogan se oženil s houslistkou Jelizavetou Gilelsovou, sestrou klavíristy Emila Gilelse. Jejich děti pokračovaly ve stopách svých rodičů. Syn Pavel Kogan se stal známým houslistou a dirigentem, dcera Nina Koganová je koncertní klavíristkou, která od mladého věku doprovázela svého otce při přednesu houslových sonát.

## Nástroje
Kogan hrál na dvoje housle Guarneriho del Gesú z let 1726 (dříve Colinovy) a 1733 (dříve Burmesterovy). Tyto nástroje přitom nikdy nevlastnil, ale měl je zapůjčené od sovětské vlády.
Historici i posluchači spekulovali a spekulují na základě hodnocení kvality jeho tónu o tom, zda Kogan hrál na ocelové struny. Jeho blízcí spolupracovníci tvrdí, že hrál na struny ze střev s výjimkou struny e, pravděpodobně ale v průběhu svého života vystřídal různé kombinace.

## Nahrávky
Kogan pořídil velké množství nahrávek koncertního i komorního repertoáru. Významné jsou výsledky jeho spolupráce s klavíristou Emilem Gilelsem a cellistou Mstislavem Rostropovičem. Nahrávky jejich tria zahrnují Beethovenovo Arcivévodské trio, Schumannovo Trio d moll, Čajkovského trio, Saint-Saënsovo trio, Brahmsovo trio s lesním rohem (hornový part v podání Jakova Šapira) a Faurého Kvartet c  moll s Rudolfem Barshaiem na violu. 
Kogan byl prvním sovětským houslistou, který hrál a nahrál houslový koncert Albana Berga. Ve Spojených státech se proslavil svou první americkou nahrávkou houslového koncertu Arama Chačaturjana s dirigentem Pierrem Monteuxem a Bostonským symfonickým orchestrem pro label RCA Victor. Nahrál také houslové koncerty dalších sovětských skladatelů, např. dva koncerty Tichona Chrennikova. S klavíristou Karlem Richterem nahrál Šest houslových sonát Johanna Sebastiana Bacha. Více než 30 alb s Leonidem Koganem vyšlo pod hlavičkou labelu Arlecchino. V roce 2006 vyšel ve vydavatelství EMI France čtyřdiskový komplet Les Introuvables de Leonid Kogan s digitálně upravenými dřívějšími Koganovými nahrávkami.
Koganovy nahrávky z 50. a 60. let před tím patřily gramofonové společnosti Columbia. Ta vydala přibližně pět gramodesek: Beethovenův houslový koncert (SAX 2386), Brahmsův houslový koncert (SAX 2307), Čajkovského houslový koncert (SAX 2323), Lalovu Symphonie espagnole (SAX 2329) a sonáty pro dvoje housle Leclaira, Telemanna, Locatelliho a Ysaÿe (SAX 2531). Dnes tyto nahrávky patří mezi nejvyhledávanější mezi sběrateli vinylových desek. V aukcích na eBay se gramodeska s Beethovenovým koncertem (SAX2386) prodává za ceny kolem deseti tisíc dolarů.